# Captain Earth
Captain Earth (キャプテン・アース, Kyaputen Āsu), est une série d'animation japonaise produite par le studio Bones. La diffusion a débuté le 5 avril 2014 au Japon sur la chaîne MBS et en simulcast dans les pays francophones sur Crunchyroll.
Le père de Daichi Manatsu, un lycéen de deuxième année, est décédé dans d'étranges circonstances alors que le jeune homme était enfant.
Un jour, Daichi remarque un curieux arc-en-ciel au dessus de Tanegashima. Un phénomène mystérieux qui lui rappelle les circonstances du drame qu'il a vécu enfant. Intrigué, il se rend alors sur l'île et se retrouve nez-à-nez avec des Kiltgang, des envahisseurs robots venus d'Uranus

## Personnages
Daichi Manatsu (真夏 ダイチ, Manatsu Daichi)
Teppei Arashi (嵐 テッペイ, Arashi Teppei)
Akari Yomatsuri (夜祭 アカリ, Yomatsuri Akari)
Hana Mutō (夢塔 ハナ, Mutō Hana)
Moco (モコ, Moko)
Amara (アマラ)
Baku (バク)

## Anime
La production de Captain Earth est annoncée en septembre 2013 dans le magazine Newtype. Celle-ci est produite au sein du studio Bones avec une réalisation de Takuya Igarashi, un scénario de Yōji Enokido et des compositions de Satoru Kōsaki. Elle est diffusée initialement sur Tokyo MX du 5 avril au 20 septembre 2014 et comporte 25 épisodes.

### Liste des épisodes
| No | Titre français                                      | Titre japonais           | Titre japonais                     | Date de 1re diffusion |
| No | Titre français                                      | Kanji                    | Rōmaji                             | Date de 1re diffusion |
| -- | --------------------------------------------------- | ------------------------ | ---------------------------------- | --------------------- |
| 01 | Amorçage d'Earth Engine                             | アースエンジン火蓋を切る | Āsuenjin Hibuta o Kiru             | 5 avril 2014          |
| 02 | Le pistolet s'appelle Livlaster                     | 銃の名はライブラスター   | Jū no Na wa Raiburasutā            | 12 avril 2014         |
| 03 | L'arc-en-ciel d'Albion                              | アルビオンの虹           | Arubion no Niji                    | 19 avril 2014         |
| 04 | Assaut du Plan Engrenage                            | 遊星歯車装置の強襲       | Yūsei Haguruma Sōchi no Kyōshū     | 26 avril 2014         |
| 05 | Le livre d'images du ciel étoilé                    | 星空の絵本               | Hoshizora no Ehon                  | 3 mai 2014            |
| 06 | Le Plan Kivotos                                     | キヴォトス計画           | Kibotosu Keikaku                   | 10 mai 2014           |
| 07 | Naissance des Chevaliers de l’Été                   | 生ミッドサマーズナイツ   | Tanjou Middosamazu Naitsu          | 17 mai 2014           |
| 08 | Le signe de la nuit                                 | その作印に気付く夜       | Sono Sain ni Kizuku Yoru           | 24 mai 2014           |
| 09 | Akari la magicienne                                 | 魔法少女アカリちゃん     | Mahou Shoujo Akari-chan            | 31 mai 2014           |
| 10 | Sur la planète ventueuse                            | 風の星で風の星で         | Kaze no Hoshi de                   | 7 juin 2014           |
| 11 | À travers la fenêtre de Setsuna                     | セツナの窓辺             | Setsuna no Madobe                  | 14 juin 2014          |
| 12 | les garçons combattants                             | 闘う少年たち             | Tatakau Shounen-tachi              | 21 juin 2014          |
| 13 | La ville de Baku                                    | バクの街                 | Bagu no Machi                      | 28 juin 2014          |
| 14 | Les larmes de la jeune fille qui illuminent la nuit | 夜をつらぬく少女の涙     | Yoru wo Tsuranuku Shoujo no Namida | 5 juillet 2014        |
| 15 | Véritable nature                                    | 本当の自分               | Hontou no Jibun                    | 12 juillet 2014       |
| 16 | L'éclat de Flare                                    | フレアの閃光             | Furea no Senkou                    | 19 juillet 2014       |
| 17 | Les chevaliers de l'été                             | 真夏の騎士たち           | Manatsu no Kishitachi              | 26 juillet 2014       |
| 18 | Assaut dans le désert                               | 荒野の猛襲               | Kouya no Moushuu                   | 2 août 2014           |
| 19 | Pour ton sourire                                    | 今は微笑む君だから       | Ima wa Hohoemu Kimi dakara         | 9 août 2014           |
| 20 | Détournement de satellite                           | サテライトジャック       | Sateraitojakku                     | 16 août 2014          |
| 21 | Les qualités d'un capitaine                         | キャプテンの条件         | Kyaputen no Jouken                 | 23 août 2014          |
| 22 | Lancement de l’Opération Été                        | 発動オペレーションサマー | Hatsudou Opereshon Samaa           | 30 août 2014          |
| 23 | Songe d'une nuit d'été                              | オーベロン               | Manatsu no yo no yume              | 6 septembre 2014      |
| 24 | Obéron                                              | 白銀の意思               | Auberon                            | 13 septembre 2014     |
| 25 | Captain Earth                                       | キャプテン・アース       | Kyaputen Āsu                       | 20 septembre 2014     |

### Génériques
| Générique | Épisodes | Début          | Début                  | Fin            | Fin       |
| Générique | Épisodes | Titre          | Artiste                | Titre          | Artiste   |
| --------- | -------- | -------------- | ---------------------- | -------------- | --------- |
| 1         | 1–13     | Believers High | flumpool               | Amethyst       | Ai Kayano |
| 2         | 14-25    | TOKYO Dreamer  | NICO Touches the Walls | The Glory Days | Tia       |

## Jeu vidéo
Un jeu vidéo intitulé Captain Earth: Mind Labyrinth est commercialisé sur PlayStation Vita le 26 février 2015 au Japon.